# Озернянська сільська територіальна громада
Озернянська сільська громада — територіальна громада в Україні, в Тернопільському районі Тернопільської області. Адміністративний центр — село Озерна.
Площа громади — 168,9 км², населення — 7171 осіб (2020), станом на 1 січня 2022 року — 6910 осіб.

## Історія
Громада утворена 12 серпня 2015 року шляхом об'єднання Богданівської, Озернянської, Осташівської та Цебрівської сільських рад Зборівського району.
19 липня 2020 року, в результаті адміністративно-територіальної реформи та ліквідації Зборівського району, громада увійшла до складу Тернопільського району

## Населені пункти
У складі громади 13 сіл:
- Білківці
- Богданівка
- Висипівці
- Воробіївка
- Данилівці
- Кокутківці
- Нестерівці
- Озерна
- Осташівці
- Серединці
- Сировари
- Цебрів
- Яцківці